# Fabricio Pérez
Fabricio Alexis Pérez Escudero (San Juan, Argentina; 7 de diciembre de 2005) es un futbolista argentino. Juega como extremo en Estudiantes de La Plata de la Primera División de Argentina.

## Trayectoria
En su ciudad natal tuvo su formación Club Atlético Trinidad. A la edad de 16 años era el jugador más destacado de su equipo que participaba en la Primera División de la Liga Sanjuanina. Luego de eso, es acercado a las divisiones formativas de Estudiantes de La Plata para continuar con su formación.
El 15 de septiembre de 2024, y con una edad de 18 años, debuta en la Primera División del futbol argentino, ingresando los últimos 18 minutos de juego en el empate 1 a 1 con el Club Atlético Platense en el Estadio Uno.

## Clubes
| Club                    | País      | Año           |
| ----------------------- | --------- | ------------- |
| Estudiantes de La Plata | Argentina | 2024-presente |

## Estadísticas
Actualizado al último partido disputado el 17 de agosto de 2025.
| Estudiantes de La Plata Argentina | 1.ª           | 2024          | 7  | 0 | 0 | 0 | 0 | 0 | 7  | 0 |
| Estudiantes de La Plata Argentina | 1.ª           | 2025          | 5  | 1 | 1 | 1 | 1 | 0 | 7  | 2 |
| Estudiantes de La Plata Argentina | Total club    | Total club    | 12 | 1 | 1 | 1 | 1 | 0 | 14 | 2 |
| Total carrera | Total carrera | Total carrera | 12 | 1 | 1 | 1 | 1 | 0 | 14 | 2 |
| (1) La copa nacional se refiere a la Copa Argentina y Copa de la Liga Profesional. (2) La copa internacional se refiere a la Copa Sudamericana y Copa Libertadores. |               |               |    |   |   |   |   |   |    |   |

## Palmarés

### Campeonatos nacionales
| Título              | Equipo                  | País      | Año  |
| ------------------- | ----------------------- | --------- | ---- |
| Trofeo de Campeones | Estudiantes de La Plata | Argentina | 2024 |